# 名古屋市南図書館
名古屋市南図書館（なごやしみなみとしょかん）は、名古屋市南区にある名古屋市図書館の分館。

## 歴史
1963年（昭和38年）、同区戸部町の太平製作所社長田中均一郎により、全国から集まった勤労青少年のために映写および講演会などが行えるホール併置の図書館建設のため同区北内町3丁目24番地の旧南保健所跡地の使用願いおよび図書館の寄付の申し出があり、検討した結果、同年8月15日に覚書の交換がなされた。覚書交換の翌日に起工し、翌年4月30日に建物完成の上、寄付された。5月1日に名古屋市南図書館として開館した。開館当初は蔵書が少なく館外貸し出しを行っていなかったが、1965年（昭和40年）7月1日に館外貸し出しが開始された。それに伴い、翌年6月に書庫を増設した。また、同時に再び田中の寄付により名古屋市図書館としては初めて冷暖房を導入することとなった。
平成に入ると、老朽化により市内2番目の文化小劇場併設の図書館として再整備されることとなる。1989年（平成元年）7月31日、隣接地を名古屋市交通局より取得し、1992年（平成4年）1月に移転を果たした。跡地には1993年（平成5年）12月に大磯コミュニティセンターが完成している。
新図書館は従来の特色であった図書館付属ホールの代わりに名古屋市南文化小劇場で代替しているほか、伊勢湾台風資料室を設け、官公署に保管されていた資料や被災各社の社史、学校史、新聞の切り抜き、フィルム、写真などの資料（図書約9000冊、写真約3000枚）を保存公開している。

## サービス
図書館の入館や利用はだれでも可能であるが、館外貸出には利用者登録が必要で愛知県在住・在勤・在学者のみが可能となっている。
館外貸出
図書が最大14日で6冊まで、それとは別に紙芝居が3組、カセットテープ・CD・DVDが3点、紙芝居舞台1台の館外帯出が可能である。また、返却は紙芝居の舞台以外であれば貸し出し館に限らず名古屋市図書館各館において行うことができる。ただし、貸出点数に関しては、名古屋市図書館全館で共通して計算する。
開館時間
火 - 土：9時30分 - 19時00分
日・祝日：9時30分 - 17時00分
休館日
月曜日（祝日の場合は開館し翌日休館）
毎月第3金曜日（祝日の場合は開館）
特別整理期間
年末年始（12月29日から1月4日まで）